# I Love Being the Enemy
I love being the enemy è un libro del cestista Reggie Miller, scritto con Gene Wojciechowski, ed è un diario dell'annata deagli Indiana Pacers nella stagione 1994/1995. Il libro tratta - oltre che dei playoffs e del training camp - anche della squadra, degli avversari e della sua vita privata (oltre che delle famose liti coi New York Knicks).